# Letnie Grand Prix w kombinacji norweskiej 2019
Letnie Grand Prix w kombinacji norweskiej 2019 – dwudziesta druga edycja cyklu Letniej Grand Prix w kombinacji norweskiej. Sezon składa się z jednej sztafety mieszanej i siedmiu konkursów indywidualnych. Rywalizacja rozpoczęła się 24 sierpnia 2019 w Oberwiesenthal, a zakończyła się 8 września 2019 w Planicy. Zwycięzcą poprzedniej edycji był Austriak Mario Seidl.
Zwycięzcą Letniego Grand Prix został Austriak Franz-Josef Rehrl, który w klasyfikacji generalnej wyprzedził Włocha Samuela Coste oraz Francuza Antoine'a Gérarda. Podobnie jak w poprzednim sezonie zwycięzcą LGP 2019 zgodnie z regulaminem mógł zostać jedynie zawodnik, który wystartował we wszystkich zawodach. 
W klasyfikacji Pucharu Narodów pierwsze miejsce zajęła reprezentacja Austrii przed Norwegią i Niemcami. Sklasyfikowano 14 państw.

## Kalendarz i wyniki
| Lp | Data             | Miejscowość    | Konkurencja                       | 1. miejsce                                                                  | 2. miejsce                                                                               | 3. miejsce                                                                      |
| -- | ---------------- | -------------- | --------------------------------- | --------------------------------------------------------------------------- | ---------------------------------------------------------------------------------------- | ------------------------------------------------------------------------------- |
| 1. | 24 sierpnia 2019 | Oberwiesenthal | Sztafeta mieszana HS106/4*3,75 km | Włochy Samuel Costa · Veronica Gianmoena · Annika Sieff · Alessandro Pittin | Norwegia I Magnus Krog · Gyda Westvold Hansen · Marte Leinan Lund · Harald Johnas Riiber | Rosja Ernest Yahin · Stefaniya Nadymova · Anastasia Goncharova · Vitalii Ivanov |
| 2. | 25 sierpnia 2019 | Oberwiesenthal | Gundersen HS106/10 km             | Akito Watabe                                                                | Franz-Josef Rehrl                                                                        | Yoshito Watabe                                                                  |
| 3. | 28 sierpnia 2019 | Klingenthal    | Start masowy HS140/10 km          | Franz-Josef Rehrl                                                           | Akito Watabe                                                                             | Ryota Yamamoto Szczepan Kupczak                                                 |
| 4. | 31 sierpnia 2019 | Oberhof        | Gundersen HS140/10 km             | Franz-Josef Rehrl                                                           | Akito Watabe                                                                             | Samuel Costa                                                                    |
| 5. | 1 września 2019  | Oberhof        | Gundersen HS140/10 km             | Antoine Gérard                                                              | Ilkka Herola                                                                             | Szczepan Kupczak                                                                |
| 6. | 4 września 2019  | Tschagguns     | Gundersen HS108/10 km             | Fabian Rießle                                                               | Samuel Costa                                                                             | Antoine Gérard                                                                  |
| 7. | 7 września 2019  | Planica        | Gundersen HS138/10 km             | Jarl Magnus Riiber                                                          | Franz-Josef Rehrl                                                                        | Bernhard Gruber                                                                 |
| 8. | 8 września 2019  | Planica        | Gundersen HS138/10 km             | Jarl Magnus Riiber                                                          | Antoine Gérard                                                                           | Jens Lurås Oftebro                                                              |

## Klasyfikacja generalna
| Miejsce | Zawodnik             | Punkty |
| ------- | -------------------- | ------ |
| 1.      | Franz-Josef Rehrl    | 415    |
| 2.      | Samuel Costa         | 298    |
| 3.      | Antoine Gérard       | 283    |
| 4.      | Fabian Rießle        | 266    |
| 5.      | Laurent Muhlethaler  | 209    |
| 6.      | Harald Johnas Riiber | 135    |
| 7.      | Eric Frenzel         | 108    |
| 8.      | Julian Schmid        | 103    |
| 9.      | Ernest Yahin         | 63     |
| 10.     | David Mach           | 37     |
| 11.     | Martin Hahn          | 31     |
| 12.     | Raffaele Buzzi       | 17     |
| 13.     | Lilian Vaxelaire     | 11     |

## Klasyfikacja Pucharu Narodów
| Lp. | Drużyna          | Punkty |
| --- | ---------------- | ------ |
| 1.  | Austria          | 1359   |
| 2.  | Norwegia         | 878    |
| 3.  | Niemcy           | 826    |
| 4.  | Japonia          | 651    |
| 5.  | Włochy           | 620    |
| 6.  | Francja          | 591    |
| 7.  | Rosja            | 293    |
| 8.  | Czechy           | 194    |
| 9.  | Finlandia        | 182    |
| 10. | Polska           | 146    |
| 11. | Słowenia         | 114    |
| 12. | Estonia          | 48     |
| 13. | Korea Południowa | 5      |
| 14. | Kanada           | 4      |